# Vicente del Bosque
Vicente del Bosque González (Salamanca, 1950. december 23. –) spanyol labdarúgó, edző. A Real Madrid vezetőedzőjeként 2000-ben és 2002-ben megnyerte a Bajnokok Ligáját. A spanyol labdarúgó-válogatottat a 2008-as Európa-bajnokság megnyerése után vette át Luis Aragonéstől, majd 2010-ben világbajnokságot, 2012-ben pedig Európa-bajnokságot nyert a nemzeti csapattal.

## Játékos-pályafutása
Játékosként kezdetben a Real Madridnál játszott, az 1970-es évek elején azonban kölcsönadták a Córdobának és a Castellónnak is egy-egy idényre. 1973-ban tért vissza a madridiakhoz, ahol további tizenegy éven át játszott. Öt bajnokságot és négy spanyol kupát nyert az együttessel. A spanyol válogatottban 18 alkalommal játszott. 1984-ben vonult vissza játékosként.

## Edzőként

### Real Madrid
1999-től lett a Real Madrid vezetőedzője. Korábban, 1994-ben és 1996-ban csak néhány mérkőzésen vezette a madridi együttest. A csapattal 2000-ben és 2002-ben UEFA-bajnokok ligáját nyert. A sikerek közé tartozik két bajnoki cím, és egy spanyol-szuperkupa győzelem is. A 2002-es BL-sikert követően európai szuperkupát és interkontinentális kupát is nyert a királyi gárdával. Az akkori játékoskeretekben többek között Luís Figo és Zinédine Zidane is szerepelt.

### Beşiktaş
2004 júniusától a török Beşiktaş vezetőedzője lett. A 2004–05-ös török bajnokságban azonban az őszi szakaszban a csapat gyengén szerepelt, és az UEFA-kupából is kiesett a csoportkör után. Ezt követően a csapat a kupából is kiesett, mindezek miatt 2005 januárjában menesztették.

## Szövetségi kapitányként

### Spanyolország
2008-ban az Európa-bajnoki győzelem után vette át az együttest Luis Aragonéstől. A spanyol csapat az Eb-győzelemmel részt vehetett a 2009-es dél-afrikai rendezésű konföderációs kupán. A három csoportmérkőzés megnyerése után az elődöntőben az Egyesült Államok ellen nagy meglepetésre vereséget szenvedtek, a bronzmeccsen is csak hosszabbítás után nyertek Dél-Afrika ellen.
A spanyolok az Egyesült Államok elleni mérkőzést megelőzően 35 alkalommal nem találtak legyőzőre, ezzel beállították Brazília 1993 és 1996 között felállított rekordját. Egymást követően azonban 15 mérkőzést nyertek, ezzel viszont rekordot döntöttek. Ezt megelőzően még a Luís Aragonés irányította válogatott kapott ki Romániától 2006. november 15-én.
2008–2009-ben a vb-selejtezőkön mind a tíz mérkőzést megnyerve száz százalékos teljesítménnyel zárt a spanyol válogatott, és jutott ki a dél-afrikai világbajnokságra. A világbajnokság selejtezői után a spanyol csapat 2009. november 20-án átvette a vezetést a FIFA-világranglistán. Brazília öt hónappal később 2010. április 28-án előzte vissza a spanyolokat.
A 2010-es világbajnokságon az első mérkőzésen meglepetésre 1–0-ra kikaptak Svájctól. A második és a harmadik mérkőzést megnyerte a válogatott, így csoportelsőként jutottak tovább. A továbbiakban a nyolcaddöntőben Portugáliát, a negyeddöntőben Paraguayt egyaránt egy góllal győzték le. Az elődöntőben a 2008-as Eb-döntőhöz hasonlóan a német válogatott volt az ellenfél, ahol újra a spanyolok nyertek 1–0-ra, ezzel a spanyol válogatott a világbajnokságok történetében először jutott döntőbe. A döntőben a hollandok ellen hosszabbítás után nyertek 1–0-ra. Del Bosque csapata világbajnok lett.
A 2012-es Európa-bajnokságon a válogatott tovább folytatta a menetelését. A selejtezőkön mind a 8 mérkőzést megnyerték. A csoportkörben Olaszországgal szemben 1–1-es döntetlennel nyitottak, majd legyőzték Írországot, majd Horvátországot. A negyeddöntőben Franciaországgal szemben arattak 2–0-s győzelmet, az elődöntőben pedig Portugáliát győzték le tizenegyespárbajban. A döntőben a csoportkör után ismét Olaszországgal játszottak, ahol egy emlékezetes meccsen arattak 4–0-s győzelmet, így Spanyolország lett az első válogatott, aki címvédőként nyerte meg a kontinenstornát.
A 2013-as konföderációs kupa végére megtört a lendület, a döntőben 3–0-ra kikaptak Brazíliától, a rossz sorozat pedig a soron következő világbajnokságon is folytatódott. A csoportkör első fordulójában súlyos vereséget szenvedtek Hollandiától, majd Chilétől is vereséget szenvedtek, így del Bosque csapata már a csoportkörben búcsúzott.
A 2016-os franciaországi Európa-bajnokság előtt bejelentette, hogy a bajnokság végeztével átadja a stafétabotot. A korábbi kulcsemberek közül Vicente de Bosque több játékost sem hívott meg a keretbe, többek között Fernando Torrest sem. A csapat két győzelemmel kezdte a csoportkört, így továbbjutott az egyenes kieséses szakaszba, ott azonban az olaszok elleni 2–0-s vereség következett a nyolcaddöntőben.

## Sikerei, díjai

### Játékosként
Real Madrid
- Spanyol bajnokság
  -  Győztes (5): 1974-75, 1975-76, 1977-78, 1978-79, 1979-1980
- Spanyol kupa
  -  Győztes (4): 1974, 1975, 1980, 1982

### Edzőként, szövetségi kapitányként
Real Madrid
- Spanyol bajnokság
  - Győztes (2): 2000–2001, 2002-2003
- Spanyol szuperkupa
  - Győztes (1): 2001
- UEFA-bajnokok ligája
  - Győztes (2): 1999–2000, 2001–2002
- UEFA-szuperkupa
  - Győztes (1): 2002
- Interkontinentális kupa
  - Győztes (1): 2002
  - Döntős (1): 2000

 Spanyolország
- Konföderációs kupa
  - 3. hely (1): 2009
  - 2. hely (1) : 2013
- Világbajnokság
  - Győztes (1): 2010,
- Európa-bajnokság
  - Győztes (1): 2012

## Edzői statisztika
2016. június 27-én lett frissítve.
| Csapat               | Nemzet        | –tól               | –ig              | Mérleg     | Mérleg | Mérleg | Mérleg | Mérleg | Mérleg | Mérleg | Mérleg |
| M                    | GY            | D                  | V                | Győzelem % | RG     | KG     | +/-    |        |        |        |        |
| -------------------- | ------------- | ------------------ | ---------------- | ---------- | ------ | ------ | ------ | ------ | ------ | ------ | ------ |
| Real Madrid Castilla | spanyol       | 1987. június 11.   | 1990. június 25. | 114        | 42     | 31     | 41     | 36.84  | 144    | 145    | −1     |
| Real Madrid          | spanyol       | 1994. március 7.   | 1994. június 30. | 13         | 5      | 2      | 6      | 38.46  | 23     | 22     | +1     |
| Real Madrid          | spanyol       | 1996. január 24.   | 1996. január 21. | 1          | 1      | 0      | 0      | 100    | 5      | 0      | +5     |
| Real Madrid          | spanyol       | 1999. november 17. | 2003. június 23. | 203        | 113    | 49     | 41     | 55.67  | 461    | 267    | +194   |
| Beşiktaş JK          | Törökország   | 2004. június.      | 2005. január 27. | 25         | 11     | 7      | 7      | 44     | 40     | 25     | +15    |
| Spanyolország        | Spanyolország | 2008. július 1.    | 2016. június 30. | 114        | 87     | 10     | 17     | 76.32  | 254    | 79     | +175   |
| összesen             | összesen      | összesen           | összesen         | 470        | 259    | 99     | 112    | 55.11  | 927    | 538    | +389   |

## Fordítás
- Ez a szócikk részben vagy egészben  a   Vicente del Bosque című angol Wikipédia-szócikk ezen változatának fordításán alapul.  Az eredeti cikk szerkesztőit annak laptörténete sorolja fel. Ez a jelzés csupán a megfogalmazás eredetét és a szerzői jogokat jelzi, nem szolgál a cikkben szereplő információk forrásmegjelöléseként.